# Józef Korbas
Józef Korbas (Cracovia, 11 novembre 1914 – Katowice, 2 ottobre 1981) è stato un calciatore polacco, di ruolo attaccante.

## Palmarès

### Club

#### Competizioni nazionali
- Campionato polacco: 1

KS Cracovia: 1937